# Hécate
Pour les articles homonymes, voir Hécate (homonymie).
Dans la mythologie grecque, Hécate (en grec ancien Ἑκάτη / Hekátê) est une déesse de la Lune, de la magie, des carrefours et des limites.

## Généalogie et famille
Hécate est le plus souvent vue comme la fille du Titan Persès, et de la déesse de la nuit étoilée Astéria. Elle a donc pour grands-parents paternels le titan Crios et la divinité marine primordiale Eurybie et pour grands-parents maternels le couple de titans Céos et Phébé. 
Cela fait d'Hécate, par sa tante Léto, l'unique cousine, côté maternel, d'Apollon et d'Artémis dont sa mère fut également la nourrice.
Certains auteurs antiques ont cependant donné des origines différentes à la déesse. Ainsi, plutôt que Persès le titan, c'est son homonyme Persès fils d'Hélios que Diodore de Sicile donne comme père d'Hécate par une mère inconnue. D'après cette version, le frère de Perses, Éétès, épousa alors Hécate et eut Médée et Circé à ses côtés.

## Mythe
Comme ses cousins Apollon et Artémis, Hécate a vu le jour sur l'île de Délos dont sa mère est la personnification, s'étant transformée en île pour échapper à Zeus qui la poursuivait de ses assiduités.
Selon Hésiode, elle a reçu de Zeus « une part de la terre et de la mer », qu'elle aurait déjà reçu « parmi les premiers dieux, parmi les Titans ».
Lors de l'enlèvement de Perséphone par Hadès, elle aide Déméter à rechercher sa fille, la torche à la main. Elle l'emmène voir Hélios qui dénonce le Cronide. Elle y apparaît donc comme une divinité à caractère lunaire,.
Dans une version obscure du mythe de la naissance de Zeus, version attestée uniquement sur la frise est d'un temple à Lagina, Hécate déesse des carrefours aide Rhéa à sauver un Zeus nouveau-né de son père Cronos. La frise montre Hécate présentant à Cronos la pierre emmaillotée pendant que le vrai bébé est emmené en toute sécurité,.
Hécate aurait, durant la Gigantomachie, tué le géant Clythios par le feu de ses torches.
Zeus lui aurait confié les humains et elle fut, à l'origine leur nourrice et mère. 

## Fonctions

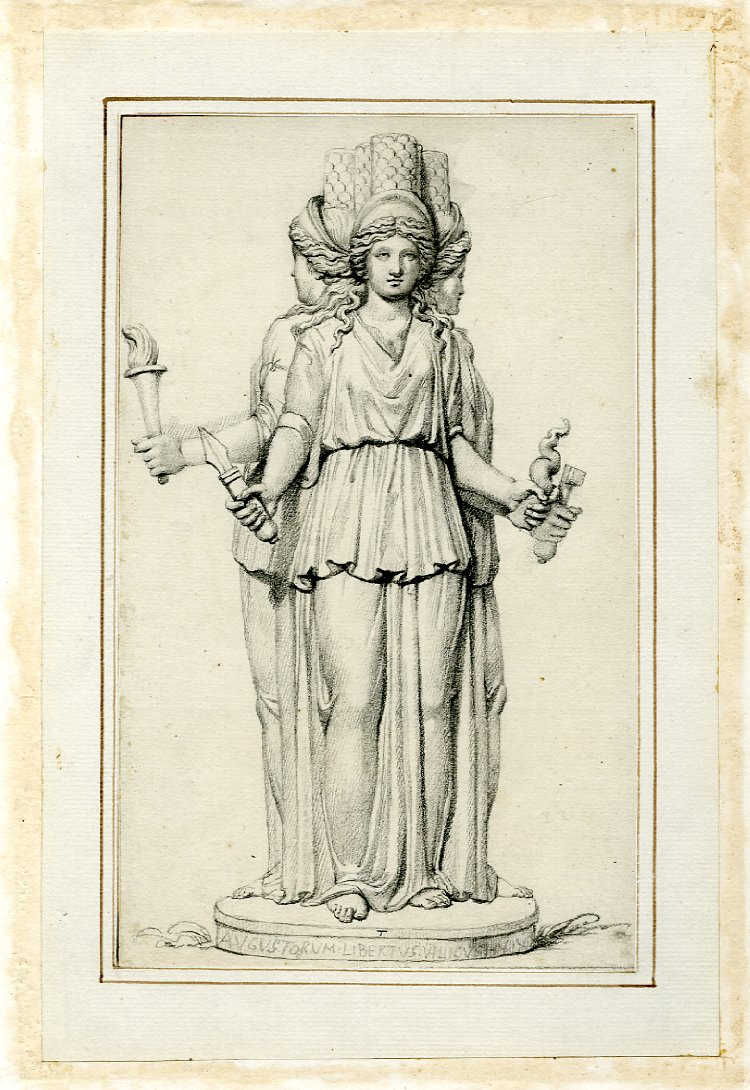
Dessin représentant un Hekataion, triple représentation d'Hécate triple entourant une colonne centrale, utilisé aux carrefours et dans les entrées des maisons et des temples

Hécate fait partie de la triade lunaire, avec Séléné et Artémis. Elle représente la nouvelle lune (ou lune noire) qui symbolise la mort (ou la renaissance). Séléné, la pleine lune, symbolise la maturité dans le cycle de vie, et Artémis, le croissant de lune, symbolise la naissance. Cet aspect triple apparaît au Ve siècle avec un premier syncrétisme des déesses Artémis et Séléné. La première, auparavant associée à des épithètes liées à la chaleur et au soleil commence à être associée à la lune[source insuffisante].
Cependant, les liens entre Hécate et Artémis existaient bien avant, notamment en Asie Mineure. En effet, Artémis dispose de deux lieux de cultes à Délos alors qu'Hécate est honorée à Milet. Un des deux lieux de culte d'Artémis se retrouve bientôt avec une déesse syncrétique « Artémis Hécate », notamment en raison de la proximité du lieu de culte d'Artémis et d'une nécropole. Dans l'Énéide, la sybille de Cumes, qui emmène Énée aux Enfers, est à la fois prêtresse d'Apollon et d'Hécate,.
Hécate est liée à la notion de limite. Aussi bien dans l’organisation du temps et les divisions de la journée, de la nuit et de l’année  que dans son implantation. Elle est associée à des lieux qui ne sont pas forcément rattachés à une localité précise : portes, routes et carrefours, qui constituent des limites. Parfois installée en des localités de la vie quotidienne de l’espace humain, elle est aussi associée au macrocosme de l’univers, faisant un lien entre les deux.
Enfin, les déesses sont aussi associées par leur fonction d'aide aux parturientes. Artémis est toujours décrite comme « λοχεία » alors qu'Hécate possède l'épithète de « κουροτρόφος », protectrice de la jeunesse et des femmes enceintes. Le syncrétisme des trois formes divines continue à s'achever en Étrurie et à Rome.  
Dans sa Théogonie, Hésiode indique que les prières qui lui sont adressées s'inscrivent dans un sacrifice expiatoire afin d'obtenir « grandeur et fortune ». Il précise qu'elle distribue victoire et renommée aux combattants, qu'elle « s’assied auprès des rois » dans les jugements. Elle  préside aussi aux jeux de la lice, et favorise certains adversaires, tout comme durant les courses de char. Elle est également invoquée par les matelots en cas de tempête. Elle facilite ou complique le travail du chasseur et préside, avec Hermès, à la prospérité des troupeaux.

## Culte
Selon Pausanias, les chattes noires étaient sacrifiées à Hécate sous sa forme de « déesse des bords des chemins » dans la  cité grecque de Colophon.
On adorait particulièrement Hécate aux carrefours et on lui sacrifiait des chiens parce qu'ils hurlent à la lune, des chevreaux et des agneaux noirs[réf. souhaitée]. On a retrouvé de nombreuses statuettes à d'anciens carrefours[réf. nécessaire]. « Elle est la Triple Hécate aux redoutables sortilèges, qui se dresse aux carrefours, lieux particulièrement voués à la pratique de rites magiques, sous forme d'une statue à trois têtes, ou encore à trois corps ».

## Représentations

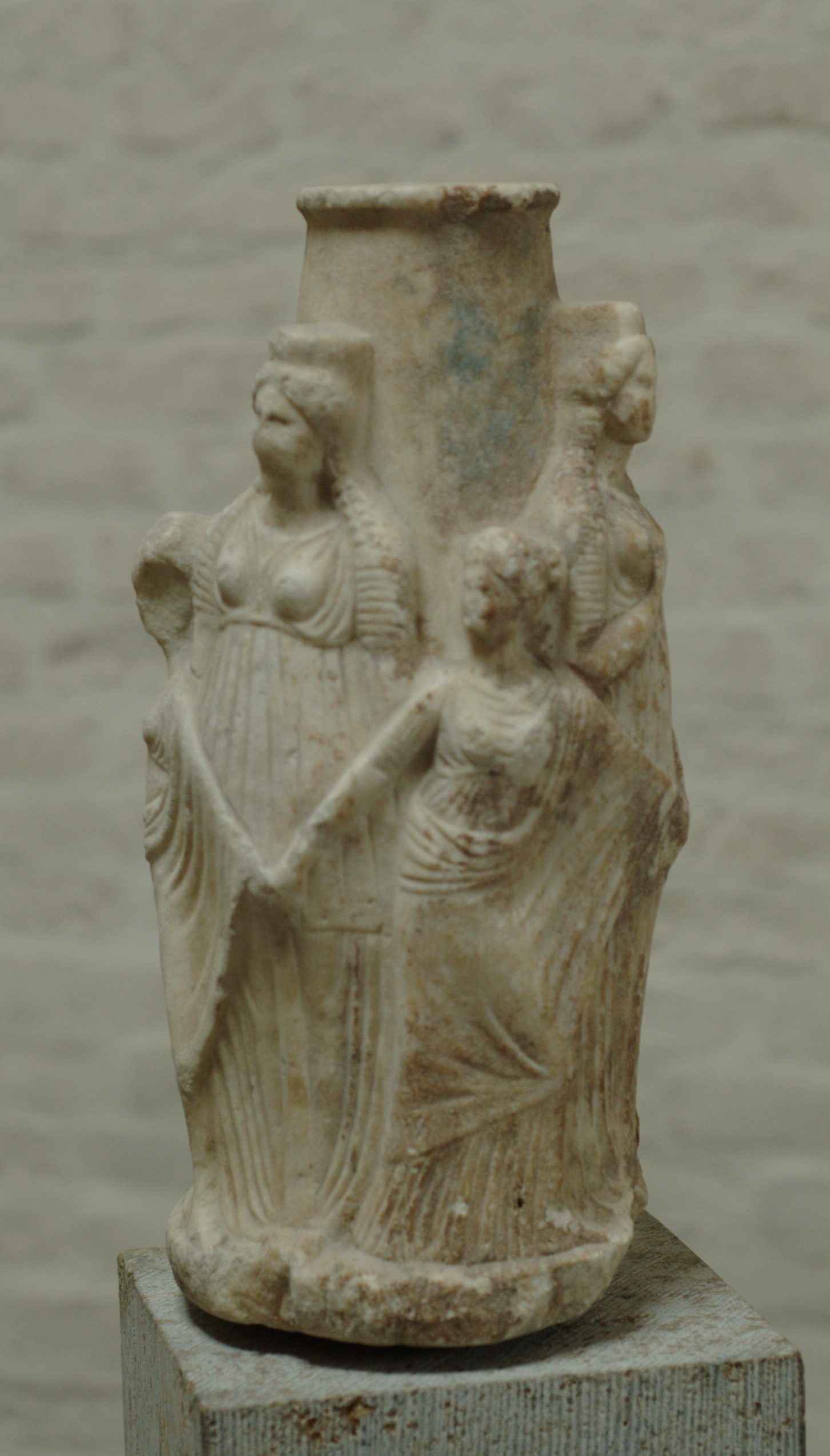
Hékatéion (petite colonne votive à Hécate) : la déesse aux trois corps est entourée par trois Charites dansant, Attique, IIIe siècle av. J.-C.

Hécate est souvent représentée comme une déesse tricéphale : une tête de lionne, une de chienne et une de jument sur un corps de femme.

## Epithètes
De nombreuses épithètes étaient utilisées pour désigner Hécate. Parmi celles-ci :
- Melana (« la Noire »)
- Ourania (« Celeste »)
- Perseis (« Lumière »)
- Skotia (« Celle des Lieux Obscurs »)
- Aenaos (Aἰώνιος) : Éternelle, séculaire[19]
- Aglaos (Αγλάος) : Magnifique, brillante, plaisante[20]
- Apotropaia ou Adropai (Ἀποτρόπαια) : Celle qui éloigne le mal / protège[21]
- Brimo (en) (Βριμώ) : La furieuse, la vengeresse, la terrifiante[22]
- Chthonia (Χθωνία) : Celle de la terre, des Enfers[23]
- Énodia (en)  (Ἐννοδία) : Celle des Chemins[24]
- Erototokos (Ερωτοτόκος) : Celle qui produit l'amour, la porteuse d'amour[25]
- Indalimos (Ινδαλίμος) : La magnifique [26]
- Klêidouchos ou Kleidukos (Κλειδοῦχος) : Porteuse de Clés[27] (dans sa fonction de gardienne des clés d'Hadès)[28]
- Kourotrophos (Κουροτρόφος) : Celle qui protège les enfants[27]
- Krokopeplos (Κροκόπεπλος) : Vêtue de safran[29]
- Lampadephoros (Λαμπαδηφόρος) : Porteuse de flambeaux[27]
- Mélinoé (Μηλινόη)[30]
- Phosphoros (Φωσφόρος), dit aussi Hespéros : Porteuse de Lumière[27]
- Propolos (Πρόπολος) : La guide, celle qui sert[27]
- Propulaia/Propylaia (Προπύλαια) : Gardienne des portes / Celle devant les portes[31]
- Sotéria (en) ou Soteira (Σωτηρία) : La sauveuse, la délivrance[32]
- Triformes ou Trimorphe (Τρίμορφη) : (« Aux Trois Aspects »)[27]
- Triodia, Trioditis ou Trivia : (Τριοδία, Τριοδίτης), Chemin Triple, celle qui fréquente les carrefours[27]

Parmi ces épithètes certaines, comme Mélinoé, Phosphoros, Sotéria (en) et Trivia, sont également le nom de divinités grecques mineures avec lesquels Hécate est parfois confondue.

## Représentations artistiques notables
Hécate est mentionnée par Euripide dans sa pièce Médée.

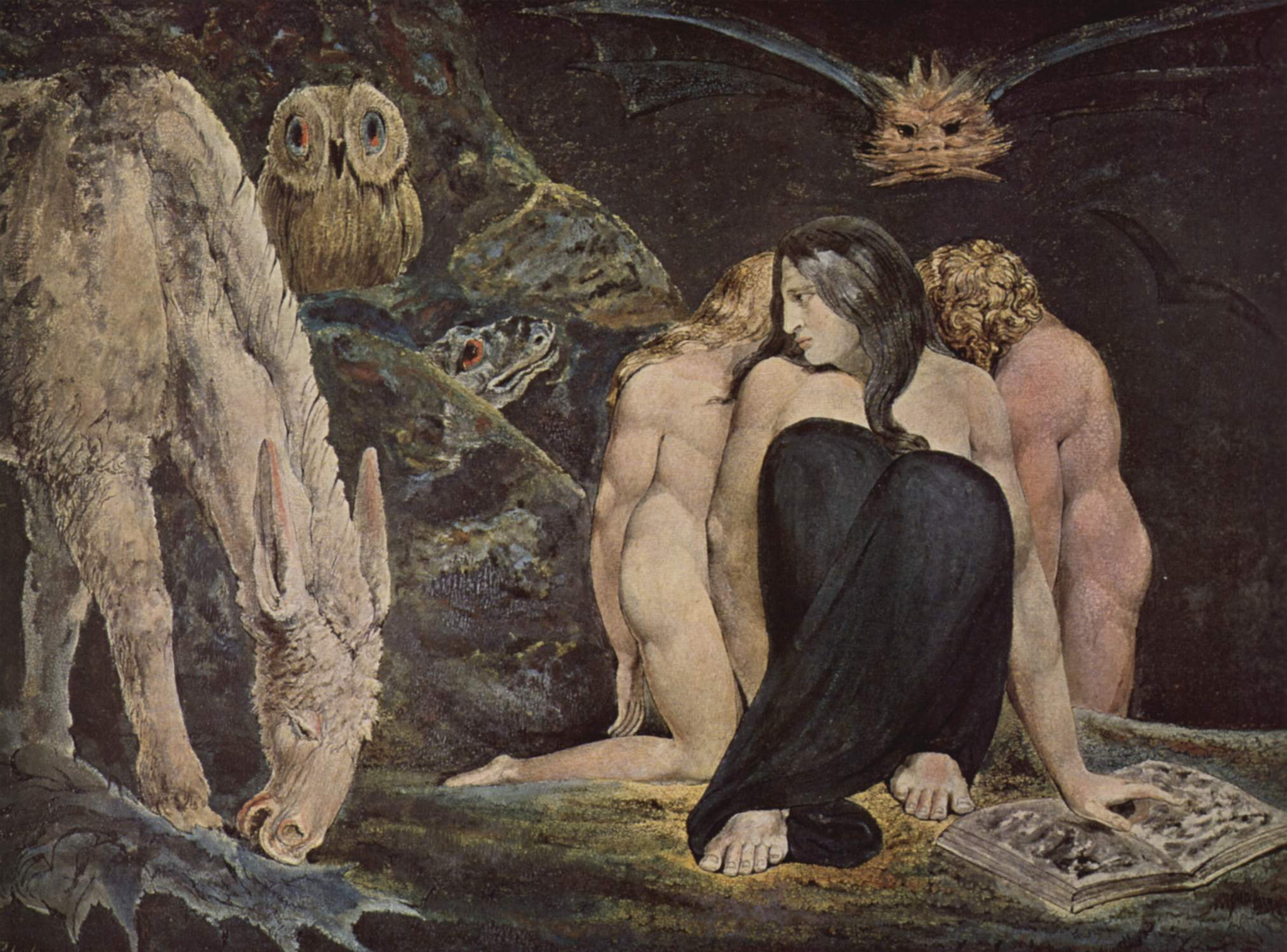
Hécate, aussi appelé The Night of Enitharmon's Joy, de William Blake (1795).

L'une des représentations artistiques à l'époque moderne est celle du peintre et poète anglais William Blake, dans le tableau The Night of Enitharmon's Joy, souvent appelé Hécate ou Triple Hécate. Le peintre y faisant également allusion dans ses poèmes. Elle fait aussi partie des personnages de Macbeth (acte III, scène 5) de William Shakespeare, dans lequel Blake aurait puisé son inspiration. En effet, à l'époque de la création de cette œuvre, la pièce connaissait un regain d'attention, et avait déjà été jouée neuf fois (et est mentionnée dans Hamlet (acte III, scène 2) et  Le Roi Lear (acte I, scène 1)). 
Hécate est l'une des 1 038 femmes représentées dans l'œuvre contemporaine The Dinner Party de Judy Chicago. Cette œuvre se présente sous la forme d'une table triangulaire de 39 convives (13 par côté), chaque convive étant une femme, figure historique ou mythique. Le nom d'Hécate figure sur le socle, et y est associée à Kali.

## Culte à l'époque moderne et néopaganisme
Elle peut être adorée dans le cadre d'une reconstruction spécifique du polythéisme grec, l'hellénisme ou hellenismos. Ainsi, certains adeptes grecs honorent Hécate durant le deipnon.  Des polythéistes grecs modernes honorent Hécate durant le deipnon.
En tant que « déesse de la magie », Hécate a été incorporée dans divers systèmes de croyance modernes, qu'il s'agisse de pratique de sorcellerie, du mouvement wicca et ou de diverses formes de néopaganisme. Dans la religion wicca, Hécate est parfois identifiée avec l'aspect de « l'ancienne » de la « Triple Déesse », lorsque la Grande Déesse est divisée en trois aspects : la jeune fille, la mère et l'ancienne.
Dans certains cas[Quand ?], elle peut être associée à la chasse fantastique de la tradition germanique[source insuffisante].

## Banques de données
- Ressources relatives aux beaux-arts :   - British Museum
  - Sandrart.net
- Ressource relative à la bande dessinée :   - Comic Vine
- Notices d'autorité :   - VIAF
  - BnF (données)
  - IdRef
  - LCCN
  - GND
  - Israël
  - WorldCat
- Notices dans des dictionnaires ou encyclopédies généralistes :   - Britannica
  - Brockhaus
  - Den Store Danske Encyklopædi
  - Hrvatska Enciklopedija
  - Internetowa encyklopedia PWN
  - Nationalencyklopedin
  - Proleksis enciklopedija
  - Store norske leksikon
  - Universalis